# حمام نمودارکلا
حمام نمودار کلا مربوط به دوره قاجار است و در شهرستان بابل، بخش لاله آباد، دهستان کاری پی، روستای نمودارکلا واقع شده و این اثر در تاریخ ۲۶ اسفند ۱۳۸۶ با شمارهٔ ثبت ۲۱۹۶۶ به‌عنوان یکی از آثار ملی ایران به ثبت رسیده است.